# Kościół Adwentystów Dnia Siódmego w RP
Kościół Adwentystów Dnia Siódmego w Rzeczypospolitej Polskiej – związek wyznaniowy w Polsce, będący częścią globalnego Kościoła Adwentystów Dnia Siódmego. Według danych Kościoła w 2024 roku wspólnota ta zrzeszała 8559 wyznawców i sympatyków w 149 zborach, natomiast według Spisu Narodowego z roku 2021 Kościół posiadał niewiele ponad 3100 wiernych. Trzecia pod względem liczby wyznawców wspólnota protestancka w Polsce. Jest wydawcą miesięcznika „Znaki Czasu”.
Kościół został zarejestrowany w 1946 roku.
Tak szybka rejestracja była wynikiem legalnego działania KADS w warunkach okupacji hitlerowskiej.
Osobowość prawna Kościoła Adwentystów Dnia Siódmego w RP została uregulowana odrębną ustawą z dnia 30 czerwca 1995 roku o stosunku Państwa do Kościoła Adwentystów Dnia Siódmego w Rzeczypospolitej Polskiej.

## Organizacja
Pod względem terytorialnym Kościół podzielony jest na trzy diecezje (zjednoczenia): Diecezję Południową (z siedzibą w Krakowie), Wschodnią (z siedzibą w Warszawie) i Zachodnią (z siedzibą w Poznaniu). W skład diecezji wchodzą zbory (parafie) kilku okręgów (województw, powiatów). Każda diecezja w ciągu kadencji jest kierowana przez Radę Diecezji i Zarząd Diecezji, które zostają wyłonione podczas posiedzeń walnych zjazdów (synodów) diecezji, odbywających się co 4 lata. W skład rady wchodzą członkowie zarządu diecezji (przewodniczący, sekretarz i skarbnik), kierownicy sekretariatów (oddziałów, departamentów) przy zarządzie diecezji oraz inni duchowni i świeccy, wybrani przez zjazd.
Podstawową jednostką organizacji terytorialnej Kościoła jest zbór, zrzeszający wiernych danego terenu.

## Historia

### Od powstania do roku 1939
Pionierem adwentyzmu w Europie był Polak Michał Belina-Czechowski. Dzięki jego działalności adwentyzm pojawił się we Włoszech, Szwajcarii, Rumunii, Niemczech i na Węgrzech. Ze Szwajcarii idee adwentystyczne dotarły na Krym . W Polsce pierwszy ośrodek adwentyzmu powstał w 1888 roku w zaborze rosyjskim, w Żarnówku na Wołyniu dzięki działalności przybyłego z Krymu Hermana Szkubowca (Szkubowitza). W 1893 roku z Wołynia adwentyzm dotarł do Królestwa Polskiego. W 1895 powstał pierwszy zbór, w Łodzi. W 1900 roku powstał zbór w Warszawie. Zbór w Łodzi rekrutował się częściowo spośród protestantów, a częściowo spośród katolików. Członkowie zboru w Warszawie rekrutowali się spośród katolików, prawosławnych i protestantów.
W zaborze pruskim adwentyzm pojawił się w roku 1895, w Poznaniu. W zaborze austriackim adwentyzm pojawił się w roku 1903, w Bielsku-Białej. W 1912 roku na Śląsku Cieszyńskim powstało pierwsze polsko-czeskie zjednoczenie (diecezja). W 1920 roku wyłoniła się z niej Diecezja Południowa z siedzibą w Bielsku-Białej. W roku 1918 powstała Diecezja Zachodnia z siedzibą w Poznaniu, a w roku 1920 zaczęto organizować Diecezję Wschodnią. W dniach 6–9 października 1921 roku na zjeździe w Bydgoszczy powołano ogólnokrajową strukturę, trzy diecezje – Południowa, Zachodnia i Wschodnia – powołały ogólnopolskie władze Kościoła. Siedziba władz Kościoła mieściła się w Bydgoszczy. Przyjęto wówczas nazwę Związek Adwentystów Dnia Siódmego, którą później zmieniono na Unia Zborów Adwentystów Dnia Siódmego. W 1921 roku zainicjowano działalność wydawniczą, a w 1926 roku zorganizowano seminarium duchowne. W 1931 roku siedzibę Kościoła przeniesiono do Warszawy. W 1935 roku zorganizowano ogólnopolski zjazd młodzieży adwentystycznej. Przed wojną Kościół liczył około 4 tys. wyznawców. Ważną rolę odegrali w tym okresie Teodor Will oraz Wilhelm Czembor, zwierzchnik Kościoła od roku 1936.
W latach 1931–1933 Kościół przeszedł wewnętrzny kryzys. Wewnątrz Kościoła pojawił się ruch któremu przewodził Alfred Kube –początkowo sprzeciwiający się ograniczaniu autonomii zborów, a później odrzucający także niektóre zasady adwentystów oraz rolę Ellen G. White. Wcześniej bracia Paweł i Alfred Kube byli członkami władz centralnych Unii Zborów Adwentystów Dnia Siódmego. Po kilku latach burzliwej działalności ruch ten przekształcił się w Kościół Chrześcijan Dnia Sobotniego.
W okresie międzywojennym władze odmawiały adwentystom prawnego uznania i byli ugrupowaniem jedynie tolerowanym przez władze. Decyzję zaliczającą adwentystów do tzw. wyznań tolerowanych wydało 16 lutego 1922 roku Ministerstwo Wyznań Religijnych i Oświecenia Publicznego. Z tego względu w okresie międzywojennym działalność Kościoła oparta była na przepisach państw zaborczych. Na terenie byłego zaboru rosyjskiego Kościół funkcjonował jako tolerowany związek religijny na podstawie ukazu carskiego z dnia 17 października 1906 roku. Na terenie byłego zaboru austriackiego działał na podstawie przepisów prawa o stowarzyszeniach, a na terenie byłego zaboru pruskiego na podstawie przepisów tolerancyjno-wyznaniowych.

### II wojna światowa
Podczas II wojny światowej wiele kaplic zostało zamkniętych. W obozie koncentracyjnym w Oświęcimiu zginął pastor Florian Kosmowski, w Katyniu poniosło śmierć trzech oficerów wyznania adwentystycznego (Artur, Mieczysław i Witold Ostapowicz). Za przechowywanie osób narodowości żydowskiej na karę śmierci została skazana Helena Gargasz, a Janina Boetzel za działalność konspiracyjną. Kilku adwentystów walczyło w powstaniu warszawskim, spośród nich zginął Zbigniew Chmielewski .
Wiele zborów, które znalazły się w Rzeszy lub pod sowiecką okupacją zostało zlikwidowanych. Na początku 1941 roku odwiedził Polskę Adolf Minck, zwierzchnik Wolnego Kościoła Adwentystów Dnia Siódmego w Niemczech, celem zorientowania się w sytuacji Kościoła adwentystycznego w Polsce. W rezultacie wizyty polski KADS został poddany pod zwierzchnictwo niemieckiego Kościoła adwentystycznego w Berlinie. Według oceny Zachariasza Łyki uchroniło to polski Kościół przed likwidacją. Na terenie Generalnego Gubernatorstwa Zjednoczenie Adwentystów Dnia Siódmego zostało zarejestrowane w 1942 roku na mocy obwieszczenia opublikowanego w Dzienniku Urzędowym dla GG 1942 Nr 79, s. 178.

### Czasy PRL-u

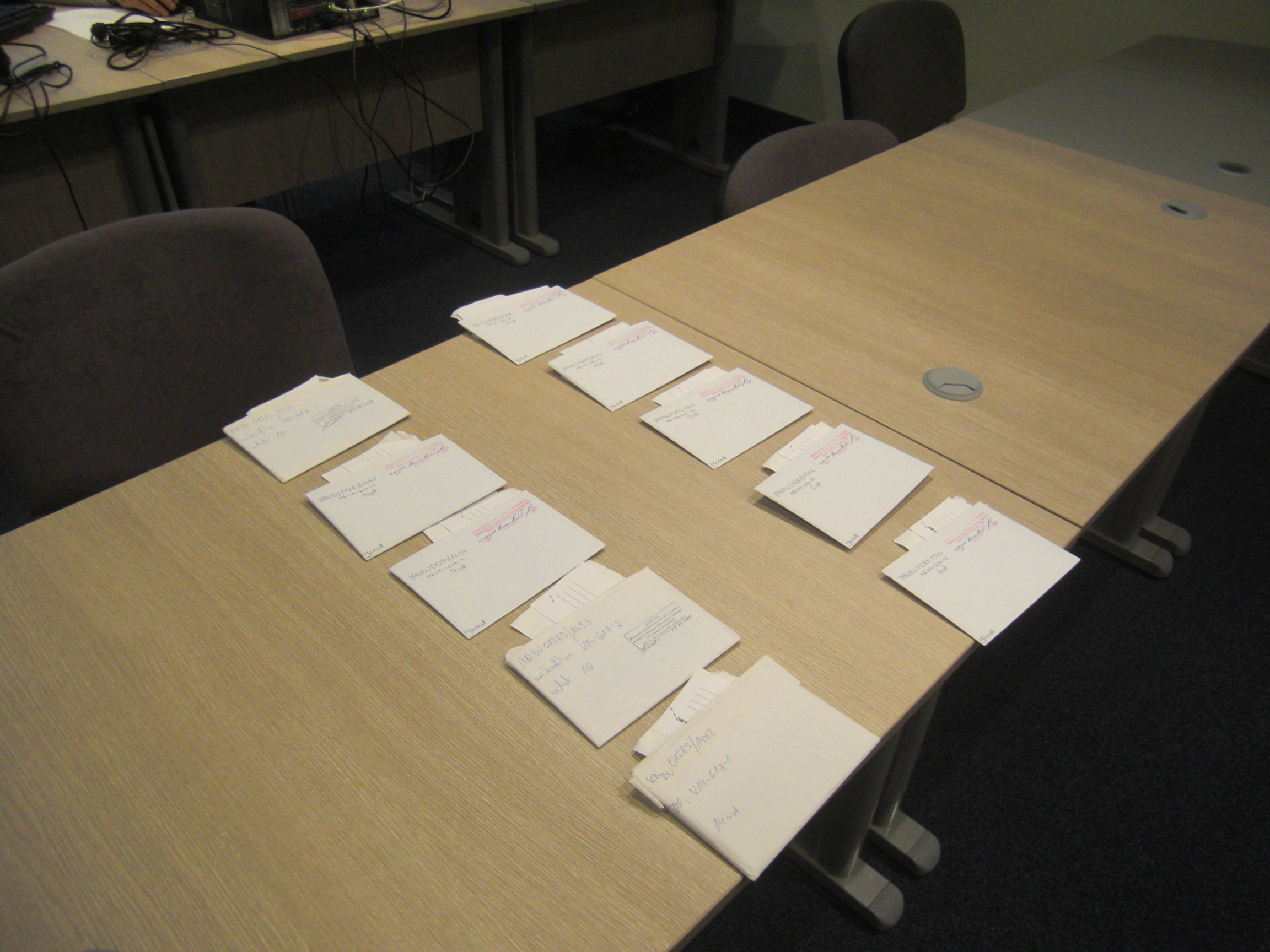
Część teczek sprawy obiektowej „Doba”, zachowanych w formie mikrofilmu.

W kwietniu 1945 roku na konferencji w kaplicy zboru w Radomiu, zorganizowanej przez Mariana Kota, wybrano nowe kierownictwo Kościoła, z przewodniczącym Janem Kulakiem. Legalizacja Kościoła nastąpiła w 23 marca 1946 roku. Do tak szybkiej rejestracji w Polsce Ludowej przyczyniło się legalnie działanie od 1942 roku w warunkach okupacji hitlerowskiej na terenie Generalnego Gubernatorstwa. W skład Rady Kościoła wchodzili wówczas: przewodniczący Jan Kulak, sekretarz Józef Rosiecki oraz członkowie: Franciszek Stekla, Marian Kot, Jan Skrzypaczek, Włodzimierz Siemienowicz i Jan Górski. 12 sierpnia 1946 na siedzibę Kościoła zakupiono budynek w Krakowie przy ul. Lubelskiej 25. Od 28 sierpnia do 1 września 1946 w Krakowie zorganizowano pierwszy powojenny zjazd Kościoła, na którym potwierdzono zwierzchnictwo Jana Kulaka nad Radą Kościoła. W 1947 roku wznowiono działalność wydawniczą i reaktywowano seminarium duchowne w Krakowie. W 1949 roku seminarium przeniesiono do Bielska-Białej, a w 1959 roku do Podkowy Leśnej. W roku 1949 siedzibę Kościoła przeniesiono ponownie do Warszawy. Według Zachariasza Łyki lata 1944–1949 były okresem odbudowy Kościoła.
Początkowo władze PRL uważały istnienie KADS za niepożądane i prowadziły wobec tego Kościoła politykę likwidacyjną. Po roku 1956 adwentyści zostali wyłączeni z tego kierunku i objęci zostali polityką reglamentacyjną, jednak w międzyczasie UdSW i MSW uzyskało efekt pełnej zależności Kościoła od władz. W okresie powojennym pierwszy zwierzchnik Kościoła, Jan Kulak realizował wytyczne władz państwowych odpowiedzialnych za politykę wyznaniową. W latach 1953–1956 Franciszek Stekla zmuszony był do działalności w podziemiu. Był on popierany przez 80–85% wiernych. Kontrolowana przez władze Unia Zborów Adwentystów Dnia Siódmego nie reprezentowała więc środowiska adwentystycznego, a prawdziwe życie religijne toczyło się podczas nielegalnych nabożeństw przeprowadzanych w domach prywatnych. W czasach stalinowskich aresztowani zostali niektórzy działacze Kościoła (Andrzej Maszczak, Konrad Janyszka). Według Zachariasza Łyki lata 1949–1957 stanowiły niezwykle trudny okres w historii Kościoła, pełen zewnętrznych zagrożeń czasów stalinizmu oraz wewnątrzkościelnych przesileń które powodowały spory kompetencyjne i przemiany organizacyjne.
W 1961 roku na walnym zjeździe delegatów Kościoła przyjęto nazwę Kościół Adwentystów Dnia Siódmego. Prawo wewnętrzne zostało zatwierdzone 7 czerwca 1966 roku.
W planach Departamentu IV MSW na lata 1976/1977 nakazano rozpracowanie frakcji tworzących się wewnątrz Kościoła, działalności rozłamowej i przeciwdziałanie kontaktom z Zachodem. Zalecono, by polecić tajnym współpracownikom „Majewskiemu” i „Markowi” opracowywanie materiałów dyskredytujących Kościół katolicki.
W planach na lata 1978/1979 nakazano umocnienie się operacyjne w kierowniczych ogniwach Kościoła. Za pośrednictwem agentów „Majewski” i „Marek” polecono oddziaływać na Generalną Konferencję Kościoła i Wydział transeuropejski Kościoła w Londynie, by przeciwdziałać antykomunistycznym akcjom przeprowadzanym przez te organizacje. Zalecono kontrolę nad wyłonionymi w Kościele frakcjami. Polecono wykorzystać wydawnictwo kościelne do opracowywania wydawnictw wymierzonych w hierarchię Kościoła katolickiego i kolportować je zarówno w kraju, jak i za granicą. Powodem, dla którego właśnie ten Kościół wybrano do realizacji takich celów, była jego antykatolicka doktryna.
Dzięki staraniom Kościoła w 1987 Senat Chrześcijańskiej Akademii Teologicznej w Warszawie nadał Bertowi B. Beachowi, dyrektorowi z Generalnej Konferencji Kościoła, tytuł doktora honoris causa.

### Okres III Rzeczypospolitej

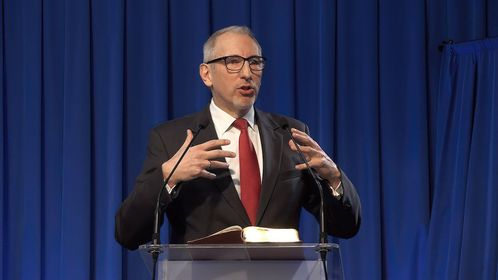
Andrzej Siciński głosi w Podkowie Leśnej.

Status prawny Kościoła oraz stosunki między Kościołem i państwem reguluje ustawa z 30 czerwca 1995 roku, podpisana przez prezydenta Lecha Wałęsę.
Po opublikowaniu Listy Wildsteina w KADS dyskutowano nad potrzebą przeprowadzenia lustracji. Władze Kościoła są przeciwne przeprowadzeniu lustracji. Andrzej Siciński na łamach „Znaków Czasu” wyraził opinię, że lustracja w oparciu o teczki będzie wybiórcza.

### Galeria wybranych Domów modlitwy

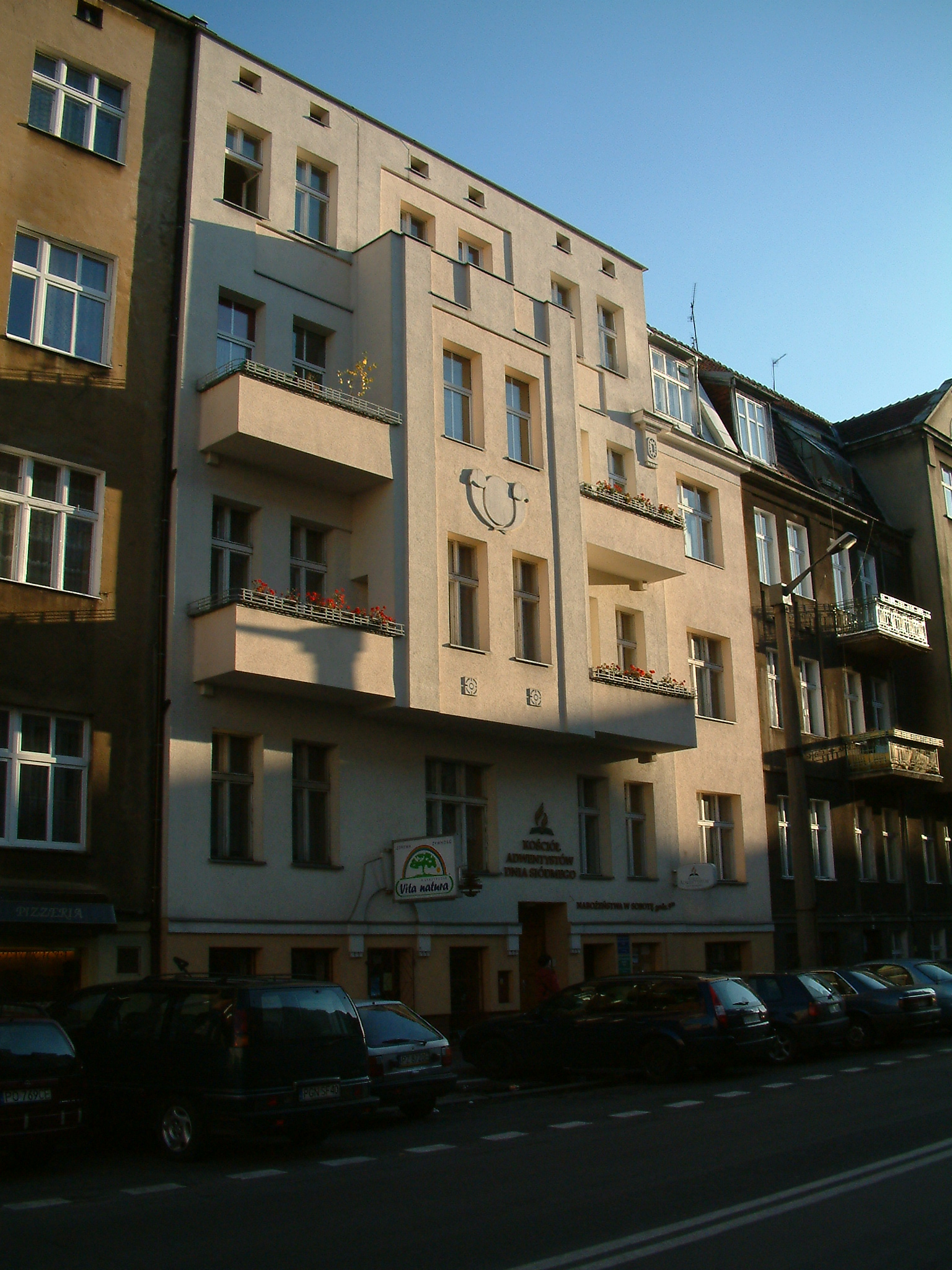
Dom modlitwy w Poznaniu
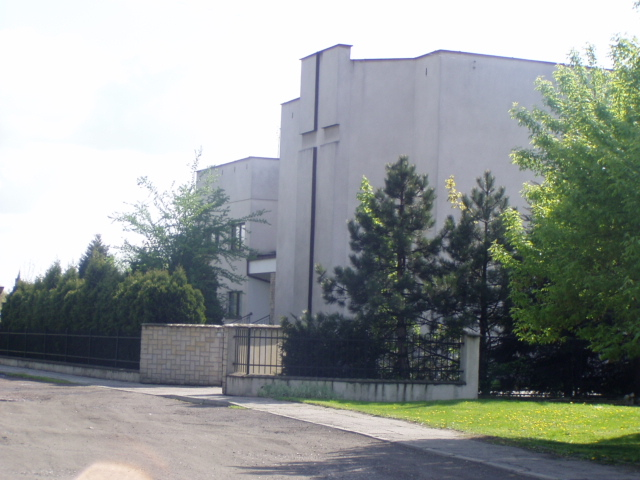
...w Pszczynie
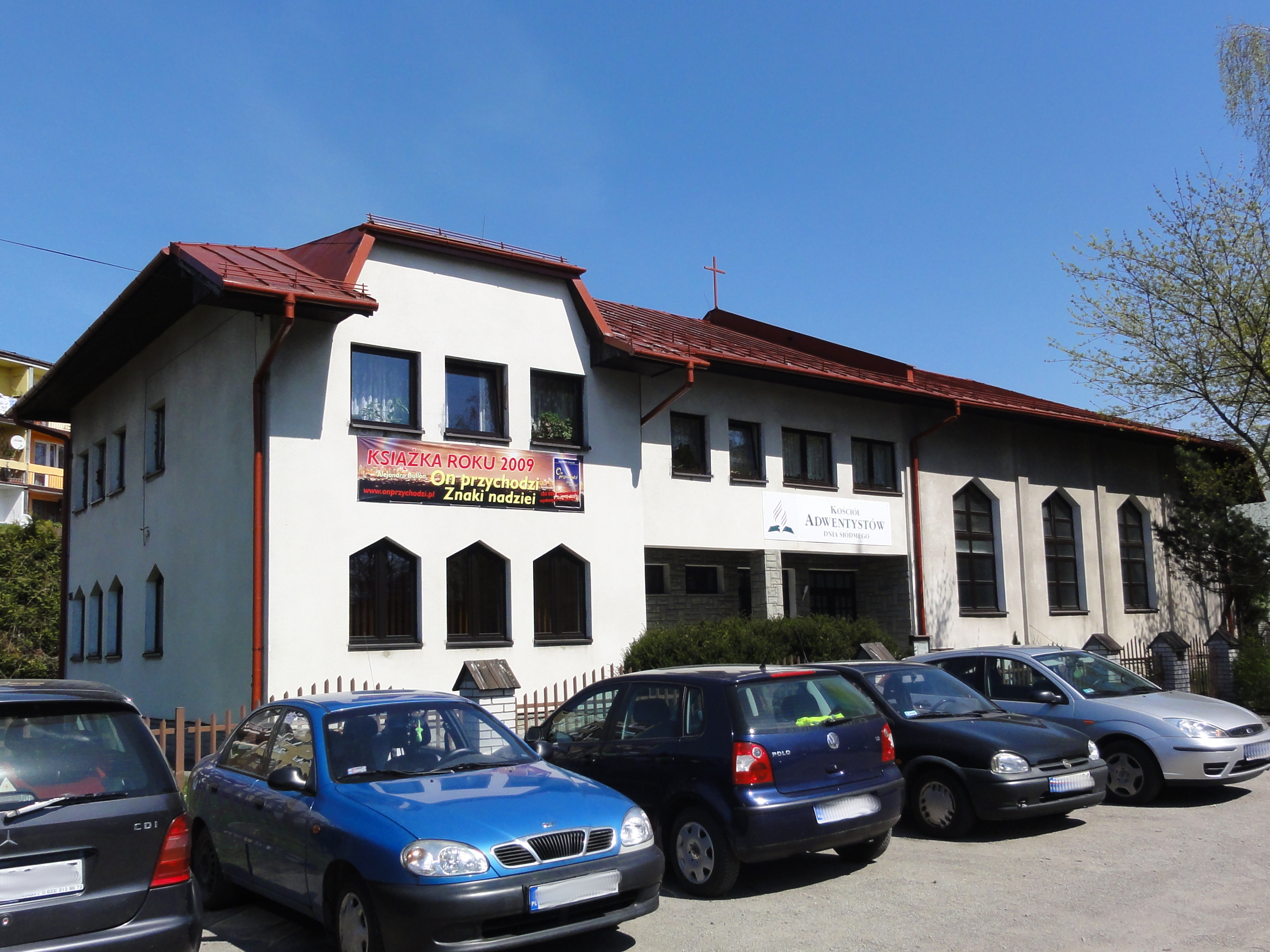
...w Skoczowie
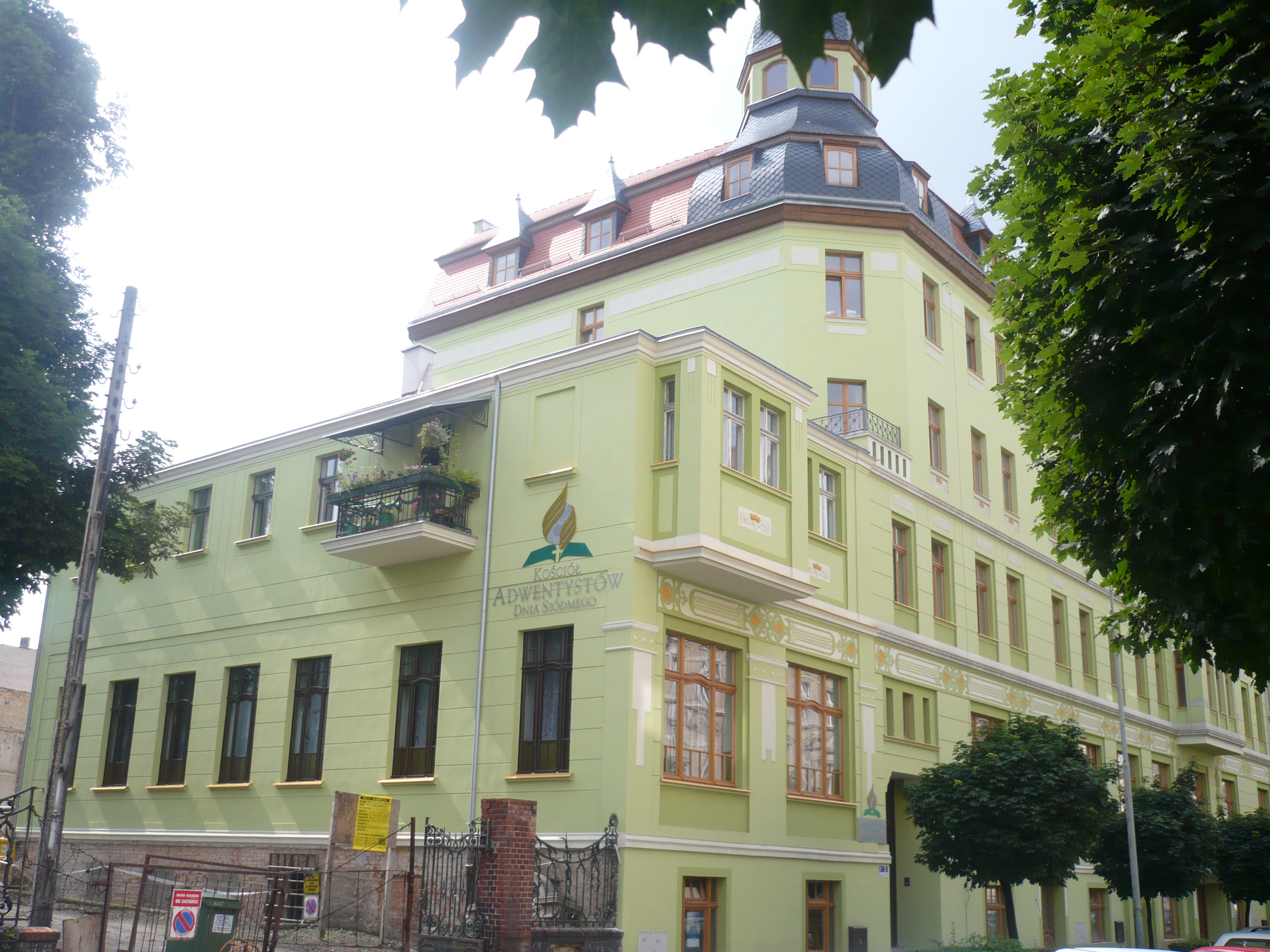
...w Świdnicy.

## Ekumenizm
Pomimo swego antykatolicyzmu adwentyści od roku 1984 prowadzą dialog ekumeniczny z Kościołem katolickim. Głównym inicjatorem dialogu ze strony adwentystycznej był Zachariasz Łyko. 14 grudnia 1999 z okazji 15-lecia dialogu katolicko-adwentystycznego w Sali Prymasowskiej w Domu Arcybiskupów Warszawskich przy ul. Miodowej 19 w Warszawie, odbyło się spotkanie reprezentantów Rady Konferencji Episkopatu do Spraw Ekumenizmu Kościoła Katolickiego i przedstawicieli Kościoła Adwentystów Dnia Siódmego w RP. Stronę adwentystyczną reprezentowali: Zachariasz Łyko, Andrzej Siciński i Bernard Koziróg, stronę katolicką reprezentowali: Lucjan Balter, Michał Czajkowski i Marcin Wojtowicz. Podpisano wspólnie Oświadczenie, w którym Kościół katolicki uznał, że adwentyści nie są sektą, natomiast adwentyści podkreślili, że z szacunkiem odnoszą się do Kościoła katolickiego. W roku 2008, po śmierci Łyki, Paweł Lazar przesłał pismo do strony katolickiej z prośbą o zawieszenie dialogu.
W latach 1946–1950 KADS należał do Chrześcijańskiej Rady Ekumenicznej (dzisiaj Polska Rada Ekumeniczna). Kościół nadal utrzymuje kontakty z Polską Radą Ekumeniczną oraz jest zaangażowany w działalność Towarzystwa Biblijnego. Od roku 1993 KADS jest członkiem Towarzystwa Biblijnego. Przedstawiciele Kościoła uczestniczyli w ekumenicznym przekładzie Biblii. Andrzej Siciński wyjaśnia, że udział w tym przedsięwzięciu jest ważny, ponieważ zadaje kłam zarzutom o sekciarskim charakterze KADS.

## Działalność
Kościół prowadzi m.in. Wydawnictwo „Znaki Czasu”, Ośrodek Radiowo-Telewizyjny „Głos Nadziei”, Korespondencyjną Szkołę Biblijną, Korespondencyjną Szkołę Lepszego Życia, Chrześcijańską Służbę Charytatywną, Dom Opieki „Samarytanin” oraz kilka tzw. ośrodków zdrowego życia. Jego działalność wspierają Fundacja „Źródła Życia” oraz Nadzieja.pl Sp. z o.o., prowadząca niszowy chrześcijański portal internetowy, jako organizacja pożytku publicznego.
Kościół Adwentystów Dnia Siódmego prowadzi również własną uczelnię wyższą:
- Wyższa Szkoła Teologiczno-Humanistyczna im. Michała Beliny-Czechowskiego w Podkowie Leśnej

## Statystyki

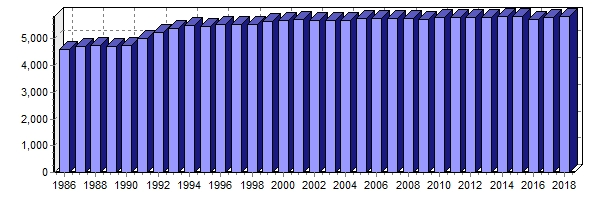
Statystyka członków Kościoła Adwentystów Dnia Siódmego w RP w latach 1986–2018.

Na początku 1947 roku Unia Zborów KADS liczyła około 5 tys, wyznawców. Na przełomie roku 1949 i 1950 Unia liczyła 5958 wyznawców skupionych w 62 zborach i 38 placówkach.
Według danych Kościoła w 2011 roku zrzeszał on 5790 ochrzczonych wiernych, a licząc łącznie z dziećmi i sympatykami ok. 9600 osób, jednak według danych spisu powszechnego z 2011 roku przynależność do Kościoła Adwentystów Dnia Siódmego w RP zadeklarowało 4947 osób.
Według danych Kościoła za rok 2017 wspólnota ta zrzeszała 5796 ochrzczonych wiernych, a licząc łącznie z dziećmi i sympatykami ok. 9660 w 145 zborach. Według spisu powszechnego z 2021 roku przynależność do KADS zadeklarowało 3129 osób. 

## Zwierzchnicy Kościoła
- 1945–1949 – Jan Kulak[47]
- 1949–1953 – Franciszek Stekla[48]
- 1953–1954 – Stanisław Dąbrowski[49]
- 1954–1955 – Marian Kot[50]
- 1955–1957 – Gustaw Baron[50]
- 1957–1959 – Józef Zieliński[51]
- 1959–1965 – Gustaw Baron[52]
- 1965–1988 – Stanisław Dąbrowski[53]
- 1988–2003 – Władysław Polok
- 2003–2013 – Paweł Lazar
- 2013–2018 – Jarosław Dzięgielewski
- 2018–2023 – Ryszard Jankowski
- od 31 maja 2023 – Jarosław Dzięgielewski

## Statystyki

### Dane według statystycznych ankiet wyznaniowych
| Rok  | Liczba wiernych | Liczba zborów | Liczba kościołów/kaplic | Liczba duchownych |
| ---- | --------------- | ------------- | ----------------------- | ----------------- |
| 1989 | 9236            | 123           | 123                     | 89                |
| 1990 | 9618            | 123           | 123                     | 89                |
| 1991 | 8418            | 99            | 110                     | 86                |
| 1992 | 8915            | 135           | 111                     | 91                |
| 1994 | 10024           | 160           | 69                      | 81                |
| 1995 | 6958            | 138           | 68                      | 79                |
| 1996 | 6720            | 140           | 78                      | 68                |
| 1998 | 9189            | 139           |                         | 76                |
| 1999 | 9303            | 141           |                         | 61                |
| 2000 | 9492            | 151           | 88                      | 69                |
| 2001 | 9416            | 146           |                         | 70                |
| 2002 | 9484            | 148           |                         | 68                |
| 2003 | 9487            | 150           |                         | 70                |
| 2004 | 9488            | 152           |                         | 59                |
| 2005 | 9620            | 150           | 82                      | 70                |
| 2006 | 9620            | 151           |                         | 59                |
| 2007 | 9595            | 153           |                         | 71                |
| 2008 | 9614            | 154           |                         | 60                |
| 2009 | 9534            | 155           | 83                      | 58                |
| 2010 | 9624            | 155           | 84                      | 62                |
| 2011 | 9654            | 152           |                         | 61                |
| 2012 | 9638            | 148           | 91                      | 68                |
| 2013 | 9658            | 150           | 94                      | 67                |
| 2014 | 9734            | 150           | 93                      | 68                |
| 2015 | 9698            | 148           | 92                      | 66                |
| 2016 | 9565            | 147           | 92                      | 61                |
| 2017 | 9660            | 145           | 104                     | 68                |
| 2018 | 9726            | 144           | 107                     | 65                |
| 2019 | 8599            | 144           | 105                     | 67                |
| 2020 | 9838            | 146           | 103                     | 74                |
| 2021 | 9733            | 128           | 119                     | 78                |
| 2022 | 9734            | 145           |                         | 74                |
| 2023 | 9949            | 147           |                         | 137               |
| 2024 | 8559            | 149           |                         | 78                |

### Dane według wyników spisów powszechnych
| Spis powszechny               | Liczba deklaracji |
| ----------------------------- | ----------------- |
| Narodowy Spis Powszechny 2011 | 4947              |
| Narodowy Spis Powszechny 2021 | 3129              |

## Znani polscy adwentyści
- Anna German – piosenkarka
- Adam Grześkowiak – polski duchowny adwentystyczny, teolog i biblista
- Zachariasz Łyko – teolog adwentystyczny i autor licznych książek
- Artur Ostapowicz – kapitan piechoty Wojska Polskiego, kawaler Orderu Virtuti Militari, ofiara zbrodni katyńskiej
- Alfred Palla – pisarz, podróżnik, historyk starożytności, teolog adwentystyczny, apologeta, autor książek, znany z artykułów w „Faktach i Mitach”
- Anna Samusionek – aktorka